# 山文京伝
山文京伝（さんぶんきょうでん）は、日本の漫画家。神奈川県在住。
主にコアマガジン（漫画ホットミルク、漫画ばんがいち、コミックメガプラス、コミック0EX）、フランス書院（コミックパピポ）などの成人向け漫画雑誌で活躍。一時期『COMIC快楽天』や『コミック零式』にも掲載された。有無らひと共同で作業をしている。師匠は天王寺きつね。多くの成人向け漫画にみられる作画クオリティによるアピールではなく、女性が快楽へと堕落する内面心理の描写などを重視した作品を手がける。
ペンネームの由来は江戸時代の作家山東京伝から。同人サークル「さんかくエプロン」を主宰している。

## 作品リスト

### 単行本
- 『灼熱の炎』 （1995年6月[1]、コアマガジン〈ホットミルクコミックス027〉、ISBN 4-87734-010-6）
- 『禁断の方程式』 （1995年8月、フランス書院〈Xコミックス〉、ISBN 4-8296-7749-X）
  - 『禁断の方程式 新装版』 （2016年6月30日[1]、コアマガジン〈ホットミルクコミックス426〉、ISBN 978-4-86436-930-5）
- 『頃刻の迷夢』 （1996年8月、フランス書院〈Xコミックス〉、ISBN 4-8296-7767-8）
  - 『頃刻の迷夢 新装版』 （2016年7月30日[1]、コアマガジン〈ホットミルクコミックス428〉、ISBN 978-4-86436-932-9）
- 『10after【テン・アフター】』 （1996年12月1日[1]、コアマガジン〈ホットミルクコミックス063〉、ISBN 4-87734-096-3）
- 『おねーさんとあそぼうっ!』 （1997年12月、フランス書院〈Xコミックス〉、ISBN 4-8296-7784-8）
  - 『おねーさんとあそぼうっ! 新装版』 （2017年10月31日[1]、コアマガジン〈ホットミルクコミックス439〉、ISBN 978-4-86653-100-7）
- 『緋色の刻』 （コアマガジン、上下巻・完全版）
  - 上巻：1998年4月[1]、コアマガジン〈ホットミルクコミックスSP01〉、ISBN 4-87734-178-1
  - 下巻：1998年6月[1]、コアマガジン〈ホットミルクコミックスSP02〉、ISBN 4-87734-179-X
  - 完全版：2012年12月28日[1]、コアマガジン〈ホットミルクコミックス388〉、ISBN 978-4-86436-419-5
- 『Sein【ザイン】』 （1999年5月[1]、コアマガジン〈ホットミルクコミックス100〉、ISBN 4-87734-261-3）
- 『窓のない部屋』 （2000年7月1日[1]、コアマガジン〈ホットミルクコミックス119〉、ISBN 4-87734-375-X）
- 『笑顔のすべて…』 （2000年8月、フランス書院〈Xコミックス〉、ISBN 4-8296-7821-6）
  - 『笑顔のすべて… 新装版』 （2017年10月31日[1]、コアマガジン〈ホットミルクコミックス440〉、ISBN 978-4-86653-101-4）
- 『砂の鎖』 （コアマガジン、全2巻）
  1. 2001年4月1日[1]、コアマガジン〈ホットミルクコミックス128〉、ISBN 4-87734-428-4
  2. 2005年12月5日[1]、コアマガジン〈ホットミルクコミックス211〉、ISBN 4-87734-933-2
- 『七彩のラミュロス』 （フランス書院 → コアマガジン、全5巻）
  - 1巻：2007年3月3日[2]、フランス書院〈Xコミックス〉、ISBN 978-4-8296-7859-6
  - 新装1巻：2015年2月19日[1]、コアマガジン〈ホットミルクコミックス412〉、ISBN 978-4-86436-727-1
  - 2巻：2015年9月30日[1]、コアマガジン〈ホットミルクコミックス419〉、ISBN 978-4-86436-812-4
  - 3巻：2017年1月7日[1]、コアマガジン〈ホットミルクコミックス431〉、ISBN 978-4-86436-916-9
  - 4巻：2019年5月31日[1]、コアマガジン〈メガストアコミックス583〉、ISBN 978-4-86653-320-9
- 『READINESS【レディネス】』 （2008年1月25日[1]、コアマガジン〈ホットミルクコミックス257〉、ISBN 978-4-86252-322-8）
- 『蒼月の季節』 （2008年12月27日[1]、コアマガジン〈ホットミルクコミックス280〉、ISBN 978-4-86252-524-6）
- 『沙雪の里』 （2011年2月28日[1]、コアマガジン〈ホットミルクコミックス341〉、ISBN 978-4-86436-011-1）
- 『冬の紫陽花』 （2013年7月10日[1]、コアマガジン〈メガストアコミックス379〉、ISBN 978-4-86436-515-4）
- 『マゾメス』 （2013年12月28日[1]、コアマガジン〈ホットミルクコミックス401〉、ISBN 978-4-86436-581-9）
- 『月下香の檻』 （コアマガジン、全3巻）
  1. 2017年5月31日[1]、コアマガジン〈ホットミルクコミックス433〉、ISBN 978-4-86653-030-7
  2. 2020年9月30日[1]、コアマガジン〈メガストアコミックス632〉、ISBN 978-4-86653-457-2
  3. 2024年05月31日、コアマガジン〈メガストアコミックス768〉、ISBN 978-4-86653-808-2
- 『しあわせ』 （2018年8月10日[1]、コアマガジン〈メガストアコミックス552〉、ISBN 978-4-86653-224-0）

### アニメ
- 『緋色の刻』 （監督：夏川なすび、発売元：ファイブウェイズ）
  - 〜巻乃壱〜：2001年4月
  - 〜巻乃弐〜：2001年6月
  - 〜巻乃参〜：2001年7月
  - 〜巻乃四〜：2001年8月
  - 〜巻乃完〜：2001年9月
- 『山姫の実』 （発売元：schoolzone）
  - 第一巻 M江：2007年10月、JAN 4580239130007
  - 第二巻 真砂絵：2009年7月、JAN 4571211603282
  - 第三巻 きずな：2010年10月、JAN 4571211608423
- 『山姫の花』（発売元：BOOTLEG）
  - -真穂-：2011年4月、JAN 4571211609963